# Клещинский, Константин Карлович
Константи́н Ка́рлович Клещи́нский (лит. Konstantas Kleščinskis; 1 мая 1879, Елизаветполь, Российская империя — 1927, Каунас, Литва), российский и литовский военачальник, агент-информатор советской военной разведки в Литве в 1920-е гг.

## Биография
Родился в городе Елизаветполь (ныне Гянджа), поступил в Петербургский университет. В 1901 году закончил Московское Александровское военное училище, затем Николаевскую академию Генерального штаба и храбро сражался с немцами в Первую мировую войну, возглавив в чине полковника оборону крепости Новогеоргиевск. Взятый в плен, он содержался на территории Литвы.
В декабре 1918 года, возвращаясь из плена, поступил на службу в Польский Генштаб. В середине 1919 года, следуя в Гельсингфорс, сделал остановку в Каунасе. Получил предложение министра охраны края Литвы Антанаса Меркиса о службе в Литовской Армии, которое принял. 4 мая 1919 года назначен инструктором 1-го пехотного полка Литовской Армии. Отличился в боях за независимость с поляками, с РККА и белогвардейскими формированиями Бермондта-Авалова, воевавшими на стороне немцев. 7 октября 1919 года назначен командиром 2-й бригады. 18 ноября 1919 года произведён в полковники и назначен помощником начальника Генштаба. С 12 июля 1920 года генерал-квартирмейстер Генштаба. С 7 августа 1920 года командующий 2-й дивизии. С 23 августа 1920 года врио начальника Генштаба. С 29 мая 1921 года первый помощник начальника Генштаба. С 29 июля 1921 года командир 1-й пехотной дивизии. 6 января 1922 произведен в генерал-лейтенанты. Был удостоен литовского ордена — Креста Витиса первой степени с мечами. 3 августа 1923 года с должности командира 1-й пехотной дивизии был уволен в запас по личному ходатайству.
Получив литовское гражданство и 12 гектаров земли, остался жить в Литве. Работал директором цементного завода в Шяуляй. В 1924, при оформлении документов для поездки в Москву (в миссии СССР), был завербован секретарем Н. О. Соколовым и стал агентом НКВД (псевдоним «Иванов 12»). В 1927 году находился под подозрением властей, против него выдвигалось обвинение в «симпатиях» к СССР. Контрразведка взяла Клещинского с поличным в момент, когда он передавал секретные документы Н. О. Соколову. После ареста Главный Военно-полевой суд, рассмотрев дело по существу, лишил Клещинского чинов, наград, пенсии и приговорил 19 мая 1927 к расстрелу. За мгновение до залпа выкрикнул: «Да здравствует Советская Россия!»
Жена - Мария Сергеевна, 1892 г.р.
Дочь.